# Richie Rich (serie de televisión de 2015)
Richie Rich es una serie de televisión estadounidense producida por AwesomenessTV de DreamWorks Animation para Netflix. Fue lanzada el 20 de febrero de 2015 y está basada en el personaje del mismo nombre de Harvey Comics. Está protagonizada por Jake Brennan, Brooke Wexler, Kiff VandenHeuvel, Lauren Taylor. 

## Sinopsis
La serie gira en torno a Richie Rich y sus aventuras. Él vive en una mansión multimillonaria con su familia, con la fortuna que consiguió tras convertir verduras en una fuente de energía sustentable.

## Episodios
| Temporada | Temporada | Episodios | Lanzamiento           |
| --------- | --------- | --------- | --------------------- |
|           | 1         | 10        | 20 de febrero de 2015 |
|           | 2         | 11        | 22 de mayo de 2015    |

## Elenco y personajes

### Personajes principales
- Jake Brennan como Richie Rich,[1] después de encontrar una manera de aprovechar la energía de las verduras no consumidas, se convierte en multimillonario. A diferencia de su contraparte del cómic, no nació rico y ganó su fortuna.
- Brooke Wexler como Irona, la criada robótica de Richie, a la que él llama "supermodelo". A veces intentará atacar la electrónica inanimada.
- Kiff VandenHeuvel como Cliff Rich, el padre infantil de Richie y Harper que no es muy inteligente y le gusta comer o tomar siestas.
- Lauren Taylor como Harper Rich,  la celosa hermana mayor de Richie que quiere ingresar a Harvard.
- Joshua Carlon como Murray,  el administrador de dinero de Richie y su mejor amigo, a quien no le gusta que Darcy tome el dinero de Richie y lo gaste.
- Jenna Ortega como Darcy,  la otra mejor amiga de Richie, que resulta ser una buscadora de oro y disfruta gastar el dinero sin su permiso.

### Personajes recurrentes
- Ysa Penarejo como Tulip, una amiga de Harper que no es muy brillante y optimista. Ella cree que su nombre proviene de tener "dos labios", no la flor .
- Nathan Anderson como Tahj (se apoda a sí mismo "T-Nice"),[5] hijo de Bulldozer, el rapero y amigo de Richie. Por alguna razón, le gusta hacer Ballet y se siente atraído por la hermana mayor de Richie, Harper, y otras personas que lo conocen como el "hijo de Bulldozer" siempre lo descuidan.
- Peter Glennon como Swedish House Sensation (nombre real Rebecca), una vez un DJ popular de Suecia, pero ahora el chef personal de albóndigas de Richie. Aparentemente, él solo sabe cómo preparar alimentos a base de albóndigas porque eso es lo único que cocina.

## Producción
La serie fue anunciada en octubre de 2014, como parte de una asociación entre Netflix y DreamWorks Animation, en la que este último creará 300 horas de programación original para la plataforma. A diferencia de los cómics, donde el personaje principal proviene de una familia rica, Richie Rich tiene una fortuna obtenida a partir de un invento tecnológico verde. Brian Robbins (cofundador y CEO de AwesomenessTV, propiedad de DreamWorks Animation), Tim Pollock y Jeff Hodsden (The Suite Life of Zack & Cody) son los productores ejecutivos y showrunners. Además, Shauna Phelan y Joe Davola de AwesomenessTV son los productores ejecutivos de la serie.

## Doblaje al español
El doblaje al español para España estuvo a cargo de Rosa Sánchez en los estudios SDI Media. Por otro lado, Bruno Coronel fue el director del doblaje para Latinoamérica, hecho en los estudios SDI Media de México.
| Personaje   | Actor de doblaje   | Actor de Doblaje      |
| ----------- | ------------------ | --------------------- |
| Richie Rich | Inma Gallego       | Abdeel Silva          |
| Murray      | Elena Palacios     | Bruno Coronel         |
| Darcy       | Cristina Yuste     | Melissa Gutiérrez     |
| Harper Rich | Carmen Podio       | Andrea Arruti         |
| Cliff Rich  | Juan Amador Pulido | Erick Salinas         |
| Irona       | Sara Polo          | Fernanda Robles       |
| Tahj        | Javier Balas       | Emilio Rafael Treviño |
| Tulip       | María Blanco       | Alondra Hidalgo       |
| S.H.S       | Aitor González     | Alan Bravo            |